# Oliden
Oliden es una pequeña localidad del partido de Brandsen, provincia de Buenos Aires, Argentina.

## Síntesis histórica
Se considera fundador de Oliden al Sr. Mariano José Fauvety, administrador en esa época de la estancia (la trinidad de Don Juan Manuel Larrazábal). Por Decreto 14 de diciembre de 1914 , firmado por el presidente Victorino de la Plaza, se libró al servicio público Estación Oliden, junto con Poblet y Tagle, fecha que determina como fundación de esta Localidad. 
La estación Oliden pertenecía al ramal de Rufino de Elizalde a Lezama. Fueron las Señoras Delia Correa Morales de Cobo y Petrona Correa Morales de Mur quienes donaron una superficie de 284.794 metros cuadrados para la vía FF.CC. y la estación.
Al siguiente año se inauguraron: edificio de la Delegación municipal y la escuela Mariano Moreno en el año 1918. 
La capilla de la Inmaculada Concepción de María, pudo realizarse gracias a la cooperación de los pobladores, y a la comisión Directiva de la asociación pro capilla Inmaculada Concepción de María recién en el año 1944. El director diocesano de la Pía Asociación del apostolado de la Oración de La Plata nombró al primer presbítero Emilio Larrumbe director local de la capilla. La construcción de la capilla de la Inmaculada Concepción de María pudo realizarse gracias a la gran cooperación de los pobladores de Oliden y de la zona de la localidad. El señor arzobispo de La Plata, S.E Reverendita. Monseñor Dr. Juan Pascual Chimento inauguró y bendijo la nueva capilla el 8 de abril de 1945.

## Población
Cuenta con 183 habitantes (Indec, 2010), lo que representa un incremento del 20% frente a los 152 habitantes (Indec, 2001) del censo anterior.
| Gráfica de evolución demográfica de Oliden entre 1991 y 2010 |
|                                                              |
| Fuente: Censos nacionales del INDEC                          |

## Servicios
Actualmente, la Línea 307 (Ramal F) es el único medio de transporte público que conecta a Oliden.
El servicio de Energía eléctrica es operado por Edelap.